# Сухайли Джавхаризаде
Сухайли Абдулла Джавхаризаде (тадж. Суҳайли Ҷавҳаризода; 5 октября 1900, Истаравшан — 11 июля 1964, Душанбе) — таджикский советский поэт, прозаик, переводчик, журналист, член Союза писателей Таджикистана (1935).

## Биография
Сын известного таджикского поэта Зуфархона Джавхари (1860—1945). В молодости учительствовал в сельских школах, затем окончил Государственный педагогический институт имени Т. Г. Шевченко в Душанбе. С 1925 по 1957 год работал журналистом. В последние годы был редактором Таджикского государственного издательства.
Дебютировал как поэт в 1933 году опубликовав первый сборник стихов, в 1935 году — сборник рассказов «Камбагал» и «Зафар», затем сборники стихов «Фатнома» (1936), «Тухфа» (1937), «Гульдаста» (1939), «Бестон» (1940).
Драма «Пионер Содиқ» была опубликована в 1939 году. Во время Великой Отечественной войны написал сборник стихов «Подарок героям Родины» (1944) и повесть «Сила дружбы» (1944). В последующие годы им было издано более двадцати сборников стихов, среди которых «Весна Родины» (1951), «Весна дружбы» (1956), «Судьба Карима» (1958), «Искатель» (1963), «Зеркало смеха» (1965).) и др. Несколько книг С. Джавхаризаде издано в Москве (на русском языке).
Занимался переводами на таджикский язык. Перевёл отдельные стихи и рассказы А. Пушкина, М. Лермонтова, Н. Некрасова, И. Крылова, К. Чуковского, Т. Шевченко и др.